# Famille de Garofalo
 (octobre 2021).
La famille Garofalo est une famille noble du royaume des Deux-Siciles et de l'aristocratie italienne. 
L'origine de la famille de Garofalo remonte au XIIe siècle avec le royaume de la Couronne d'Aragon. Les Garofalo sont inscrits dans les archives du Livre d'Or des familles de la noblesse italienne. Ils se sont distingués aux XIXe et XXe siècles par leur grande influence en politique, en criminologie et depuis leurs origines au XIIe siècle en tant que généraux, capitaines, gardiens et membres de la famille des Aragon et des Bourbons. Ils se sont également distingués pour avoir été mécènes pour les arts et de compter des artistes au sein de leur dynastie.
Ils porteront les titres de marquis de Camella, duc de Postiglione, duc de Rebuttone, de quatre autres duchés, de plusieurs comtés et différents autres titres de noblesse.
La famille Garofalo est apparentée à la famille Tomasi di Lampedusa. C'est la famille dont fait partie le prince Giuseppe Tomasi di Lampedusa — écrivain du roman Le Guépard —, qui était cousin germain du prince Giuseppe Garofalo di Postiglione (prince de Garofalo et duc de Postiglione), arrière-grand-père de l'actuel porteur des titres et chef de la famille Garofalo don Juan Vicente Garofalo A. del Gaudio.

## Histoire
La famille de Garofalo, une famille noble italienne d'origine catalane, est fondée au XIIe siècle par le noble Angelo Garofalo. En 1355, la famille arrive à Palerme, en Sicile, son chef de famille de l'époque, Arnaldo Garofalo, reçoit la citoyenneté de Palerme des mains du roi Pierre IV d'Aragon en 1340. De Palerme, la famille émigre plus tard vers les villes de Catane, Trapani et Cosenza puis celle de Naples en 1530.
La famille possède plusieurs titres : les duchés de Giundano, Rutino, Postiglione, Bonito et Rebuttone - ce dernier créé par le roi Philippe IV en 1648 en faveur de Tomaso Garofalo - et elle possède les marquisats de La Rocca, Rusciano et de Camella. En autres titres, celui d'être nobles de Palerme, ceux de baron de Venere, baron du Caire, et jusqu'au titre le plus élevé, celui de Patrice de Cosenza.
Des membres de cette famille ont été honorés de l'ordre de Sant'Iago de l'Épée en 1658.
En 1781, sur ordre du roi Ferdinand Ier des Deux-Siciles, la Chambre royale de Santa Chiara décide que la famille Garofalo doit être considérée aussi comme napolitaine et mérite d'être investie de toutes les prérogatives et privilèges de la haute noblesse de Naples et du royaume de Naples, en raison de leur « noblesse illustre et ancienne ».
La participation à des moments décisifs de l'histoire de l'Italie révèle la performance politique, diplomatique et militaire de la famille Garofalo, et explique la présence de cette famille dans les cours royales des Aragon, les Habsbourg et les Bourbon-Siciles.
Cette famille a été constamment impliquée dans la politique de l'Italie, en mettant en évidence certains comme maires, sénateurs, et en criminologie, avec Raffaele Garofalo, un membre de cette famille noble qui possédait le titre de baron, considéré comme le fondateur de cette science. 
Dans l'art, ils n'étaient pas seulement des mécènes, mais la dynastie Garofalo compte également un grand nombre d'artistes appartenant à la caste, dont on peut dire que les membres les plus éminents étaient Benvenuto Tisi da Garofalo et Carlo Garofalo. 
La famille Garofalo est apparentée à de grandes familles de la noblesse européenne. La famille Tomasi di Lampedusa est apparentée à la famille Garofalo. Lorsque le prince Giuseppe Tomasi di Lampedusa — écrivain du célèbre roman Le Guépard, adapté plus tard au cinéma par Luchino Visconti — meurt sans laisser de descendants directs, les titres de prince de Lampedusa, duc de Palma, baron de Montechiaro-Falconeri et grand d'Espagne, passeraient à son cousin germain, le prince Giuseppe Garofalo, fils du duc Giovanni Garofalo et de son épouse María Antonia Tomasi di Lampedusa. La famille Garofalo porte les titres des Tomasi di Lampedusa.
Après la persécution des familles nobles sous le régime de Mussolini, une partie de la famille Garofalo s'est déplacée vers des pays étrangers comme  les États-Unis et le Venezuela.
Avec la restauration de l'Italie et l'apparition des Garofalo dans le Libro d'oro della nobiltà italiana (en français : Livre d'or de la noblesse italienne), les titres sont maintenus aujourd'hui comme titres de courtoisie.
L'actuel chef de la famille est le prince Juan Vicente (de) Garofalo A. del Gaudio, duc de Posiglione. Il a un héritier, le prince Gianfranco de Garofalo della Rocca, marquis de la Rocheimperial et comte de Montecorace.